# 한국씨름연맹
한국씨름연맹은 한비영리 사단법인 단체이다.
사무실은 서울특별시 영등포구 당산동 53-4 옥당빌딩 501호에 있다.

## 주요 사업
- 각종 씨름대회의 주최 및 주관
- 씨름에 관한 연구, 기술개발 및 보급
- 씨름선수, 지도자 및 심판의 양성
- 씨름의 육성, 발전을 위한 각종 지원
- 씨름의 보급을 위한 출판 및 홍보활동 등